# Xã Rock Creek, Quận Coffey, Kansas
Xã Rock Creek (tiếng Anh: Rock Creek Township) là một xã thuộc quận Coffey, tiểu bang Kansas, Hoa Kỳ. Năm 2010, dân số của xã này là 955 người.